# De cero
De cero é o álbum debut de Diego Gutiérrez. Seus arranjos e seu sonoridade movem-se no âmbito do pop-rock, o pop latino, a Nova Trova e a música cubana. Em 2007 recebeu três nomeações e dois Prêmios Cubadisco (em inglês) na Categoria Melhor álbum de Trova-Pop-Rock e Melhor Video Clip por seu single “ En la Luna de Valencia “.

## Produção
Gravado nos Estudos Abdala (Havana, Cuba), com uma formação de pequeno formato, De cero representou uma viragem para Diego Gutiérrez na forma de apresentar suas canções. Estas foram compostas em sua totalidade com a guitarra e com os novos arranjos os temas atingiram outro nível de expressão musical, que constituiu uma grata surpresa para seus seguidores.
Elmer Ferrer e sua banda  de acompanhamento de então contribuíram sons rockeros, harmonias do jazz e uma aproximação fresca  à obra de Diego, que contribuiu à favorável acolhida que teve seu álbum debut.

## Lista de faixas
Todas as faixas escritas e compostas por Diego Gutiérrez. 
| N.º | Título                   | Duração |  |
| 1.  | "Próximo zarpazo"        | 3:59    |  |
| 2.  | "De vuelta"              | 4:32    |  |
| 3.  | "Mañana será"            | 3:21    |  |
| 4.  | "En la Luna de Valencia" | 3:51    |  |
| 5.  | "Siguiendo los cometas"  | 3:52    |  |
| 6.  | "Entre los flashes"      | 2:44    |  |
| 7.  | "Sabor salado"           | 3:28    |  |
| 8.  | "Adriana"                | 2:52    |  |
| 9.  | "Sin mi mitad"           | 4:11    |  |
| 10. | "Quién"                  | 3:51    |  |
| 11. | "Ostra"                  | 4:04    |  |

## Pessoal
Voz, guitarra acústica e coros: Diego Gutiérrez
Guitarra, guitarra acústica e coros: Elmer Ferrer
Baixo e coros: Juan Pablo Dominguez
Bateria e coros: Amhed Mitchel
Piano e teclados: Alexis Bosch
Percussão menor: Francois Zayas
Trombeta: Alexander Abreu
Coros: Rochy e Hakely Nakao
Produção musical: Elmer Ferrer
Produção executiva: Lecsy González
Fotos: Ivan Soca